# Zamieranie pędów żywotnika

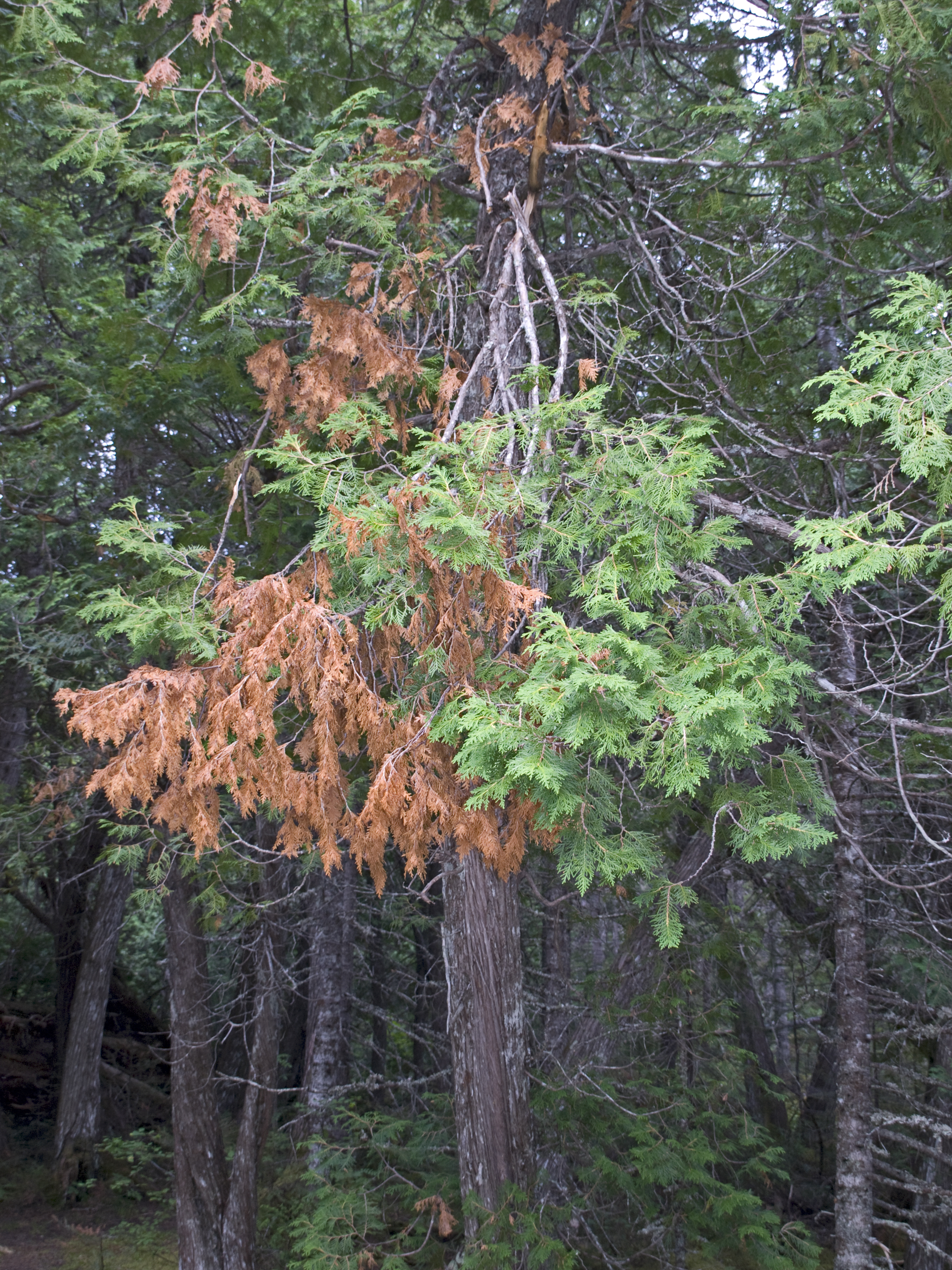
Zdrowe i porażone gałęzie cypryśnika zachodniego

Zamieranie pędów żywotnika, zamieranie pędów cyprysa, zamieranie pędów cypryśnika (ang. needle blight of thuja) – grzybowa choroba żywotników, cyprysów i cypryśników objawiająca się zamieraniem ich pojedynczych pędów. Jest jedną z chorób zaliczanych do grupy zamieranie pędów drzew i krzewów iglastych.
Chorobę wywołuje głównie Kabatina thujae. Najsilniej atakowany przez tego patogena jest żywotnik zachodni (Thuja occidentalis). Porażone pędy stają się żółtobrązowe, a później brązowe. Zazwyczaj atakowane są tylko niektóre pędy rośliny, ale mniejsze rośliny czasami w całości brązowieją i obumierają. Do zamierania większych roślin dochodzi rzadko. Pdobne objawy mogą być spowodowane także czynnikami fizjologicznymi – mrozem lub silnym zacienieniem, ale łatwo można to odróżnić; gdy chorobę spowodował grzyb, na porażonych pędach pojawiają się jego bardzo drobne owocniki. Powstają u podstawy zamarłych pędów, a czasem także na szarobrunatnych częściach martwych gałązek.

## Profilaktyka i terapia
Choroba atakuje głównie rośliny osłabione. Szczególnie wrażliwe na infekcję są rośliny w czasie przesadzania. Aby ułatwić im przyjęcie się, należy zapewnić glebę luźną, bogatą w próchnicę i stale wilgotną. Czynnikiem osłabiającym żywotniki jest także niedobór w glebie wapnia i magnezu, co zdarza się gdy rośliny posadzono na bardzo kwaśnej glebie. Porażone pędy należy wycinać tak daleko jak to tylko możliwe, ale nie dalej niż do starego drewna. Porażone rośliny należy co dwa tygodnie opryskiwać fungicydami, np. Ortiva, Duaxo lub Biosept Active.